# Edward Thomas Noonan
Edward Thomas Noonan (* 23. Oktober 1861 in Macomb, McDonough County, Illinois; † 19. Dezember 1923 in Chicago, Illinois) war ein US-amerikanischer Politiker. Von 1899 bis 1901 vertrat er den Bundesstaat Illinois im US-Repräsentantenhaus.

## Werdegang
Nach einem Jurastudium in Chicago und seiner 1882 erfolgten Zulassung als Rechtsanwalt begann Edward Noonan in diesem Beruf zu arbeiten. Zusätzlich studierte er bis 1883 auch an der University of Michigan in Ann Arbor. Gleichzeitig schlug er als Mitglied der Demokratischen Partei eine politische Laufbahn ein. Von 1890 bis 1894 saß er im Senat von Illinois. Von 1893 bis 1897 gehörte er zum Beraterstab des Gouverneurs. Außerdem war er juristischer Berater des Ausschusses der Parkbeauftragten für West Chicago (Board of West Chicago Park Commissioners). In den Jahren 1894 und 1896 kandidierte er jeweils erfolglos für den Kongress.
Bei den Kongresswahlen des Jahres 1898 wurde Noonan im fünften Wahlbezirk von Illinois in das US-Repräsentantenhaus in Washington, D.C. gewählt, wo er am 4. März 1899 die Nachfolge des Republikaners George E. White antrat. Da er im Jahr 1900 auf eine weitere Kandidatur verzichtete, konnte er bis zum 3. März 1901 nur eine Legislaturperiode im Kongress absolvieren.
Nach dem Ende seiner Zeit im US-Repräsentantenhaus praktizierte Edward Noonan als Anwalt in Chicago, wo er am 19. Dezember 1923 starb.